# Rela Mazali
Rela Mazali (Hebräisch: רלה מזלי; geb. 1948 in Ma'ayan Baruch) ist eine israelische Friedensaktivistin und Autorin. Sie ist eine der wichtigsten Personen in der israelischen Friedensbewegung.

## Leben
Sie wurde 1948 im Kibbuz Ma'ayan Baruch im Norden Israels geboren. Ihre Mutter war mit zionistischer Motivation aus Kansas City in den Vereinigten Staaten nach Israel emigriert. Mazali wuchs in Tel Aviv auf. Dort studierte sie Philosophie und Vergleichende Literaturwissenschaften an der Universität Tel Aviv.
Seit 1980 ist sie als Antimilitaristin gegen die Militarisierung Israels und die Militärbesetzung Palästinas aktiv. Im Jahr 1998 war sie eine der Mitbegründerinnen der feministischen Bewegung New Profile, die sich gegen die Militarisierung Israels einsetzt und  Kriegsdienstverweigerer unterstützt. 2010 gründete sie Gun Free Kitchen Tables (GFKT), ein Projekt zu Abrüstung und Waffenkontrolle. Weiterhin arbeitete sie für Physicians for Human Rights – Israel und hatte eine beratende Funktion für das Internationale Rote Kreuz sowie für die Ford Foundation inne.
Mazali schreibt Bücher, Essays, akademische Artikel sowie Kurzgeschichten rund um Gleichstellung, Kinderrechte und Friedenserziehung.
Sie war eine von 1000 Frauen, die 2005 im Rahmen des Projekts 1000 PeaceWomen für den Friedensnobelpreis nominiert waren.